# 2013년 상무 피닉스 야구단 시즌
2013년 상무 피닉스 야구단 시즌은 상무 피닉스 야구단이 KBO 퓨처스리그에 참가한 13번째 시즌이다. 박치왕 감독이 팀을 이끌었으며, 팀은 남부리그 6팀 중 1위에 올라 2년 연속으로 우승을 차지했으며, 전체 11팀 중 승률 1위를 기록했다.

## 타이틀
- 아시아 윈터 베이스볼 리그 우승: 박치왕(코치), 김우석(코치), 허일상(코치), 이기본(트레이너), 서진용, 홍건희, 김민식, 류지혁, 박정음, 최원재, 김건태, 이현호, 최정민, 구자욱, 정진호, 윤정우
- 동아시아 경기 대회 은메달: 박치왕(코치), 최원재, 서진용, 김건태, 박종훈, 정인욱, 김민식, 구자욱, 서상우, 최정민, 윤정우, 박정음, 정진호
- 다승: 박종훈 (13)
- 세이브: 김건태 (12)
- 승률: 박종훈 (0.765)
- 이닝: 정인욱 (148.1)
- 최소 피홈런: 박종훈 (1)
- 타점: 서상우 (79)
- 사구: 류지혁 (20)
- 남부리그 출장(투수): 박성호 (54)
- 남부리그 홀드: 김대우 (11)
- 남부리그 탈삼진: 정인욱 (123)
- 남부리그 최소 볼넷 허용: 배장호 (30)
- 남부리그 타석: 구자욱 (367)
- 남부리그 3루타: 최정민 (6)
- 남부리그 최소 삼진: 정진호 (27)

## 선수단
- 선발투수: 정인욱, 박종훈, 배장호, 이범준, 정수봉, 이현승
- 구원투수: 박성호, 최원재, 김대우, 서진용, 윤기호, 홍건희, 이현호, 최현진
- 마무리투수: 김건태
- 포수: 김민식, 유강남, 이희근
- 내야수: 구자욱, 서상우, 최정민, 류지혁, 김강, 김민준, 김진형
- 외야수: 정진호, 박정음, 윤정우, 김민하, 고종욱, 이영욱

## 여담
- 홈구장으로 문경 상무 야구장을 사용한 첫 시즌이다.
- 팀은 10번째 우승을 달성하여 삼성 라이온즈 2군을 제치고 역대 KBO 퓨처스리그 최다 우승팀이 되었다.

## 같이 보기
- 2014년 상무 피닉스 야구단 시즌